# خاتون‌آباد (بستان‌آباد)
خاتون‌آباد یکی از روستاهای استان آذربایجان شرقی است که در دهستان مهران‌رود جنوبی بخش مرکزی شهرستان بستان‌آباد واقع شده‌است.

## موقعیت
وضعیت طبیعی روستاکوهستانی تپه‌ای می‌باشد. این روستا در دامنه کوه سهند واقع شده‌است که دارای حدود ۲۴ خانوار و جمعیت حدود بر ۱۴۹ نفر می‌باشد.

### طبیعت
این روستا به علت بکر بودن بسیار زیبا و دارای آبشاری به نام شرشر می‌باشد. از طایفه‌های معروف این روستا طایفه حبیبی هستند.